# Технион
Технио́н — Изра́ильский технологи́ческий институ́т (ивр. הטכניון - מכון טכנולוגי לישראל‎) — университет в городе Хайфе в Израиле. Один из старейших и знаменитейших вузов Израиля. В мировом рейтинге Технион входит в первую сотню университетов и инженерных школ.

## Институт

### Местоположение
Технион располагается на площади, занимающей более 460 гектаров на северном склоне горы Кармель. На этой территории расположены 90 строений, включая административные, учебные и служебные здания, 52 исследовательских центра, общежития на более чем 4 400 человек, которые и образуют «кампус Техниона» (ивр. קרית-הטכניון‎, англ. Technion City) в хайфском районе Неве-Шаанан. В прежнем здании Техниона в районе Адар теперь находится Израильский национальный музей науки, технологий и космоса — «МадаТек». На территории Техниона находятся амфитеатр, спортивный комплекс с бассейном, тиром и теннисными кортами, почтовое отделение, отделение банка «Леуми», поликлиника (принадлежащая больничной кассе «Клалит»), студенческий магазин «Михлоль», где продаются книги и канцтовары, продуктовые магазины, кафетерии и синагога с бейт-мидрашем (раввин — рав доктор Элиягу Зини). При переводе института из старого местоположения в нынешнее были сохранены первозданные леса, которые составляют основу парковой зоны Техниона.

### Изучаемые специальности и специализации

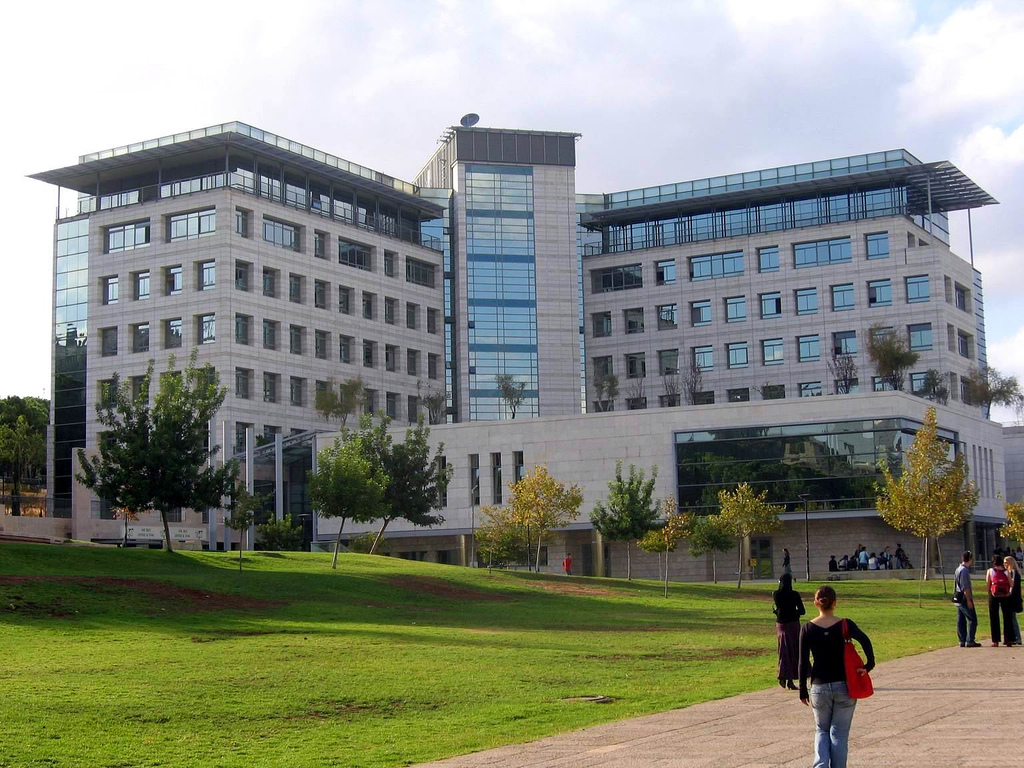
Здание факультета компьютерных наук (מדעי המחשב)

По состоянию на 2014 год в Технионе проводится обучение на 17 факультетах. В их состав входят следующие специальности и специализации:
- Гражданское строительство
  - Гражданское строительство — здания
  - Гражданское строительство — управление и строительство
  - Гражданское строительство — транспорт
  - Гражданское строительство — окружающая среда и водные ресурсы
- Картография и геоинформация
- Машиностроение
- Электротехника
  - Компьютерные технологии
  - Компьютерные технологии и программное обеспечение
- Биохимическая технология
  - Химическая технология
- Сельское хозяйство
- Авиастроение
- Промышленность и управление бизнесом
- Математика
  - Прикладная математика
- Математика и Информатика
- Математика со статистикой и исследованием операций
- Математика-Физика
- Физика
- Информатика
  - Информатика с фокусом на биоинформатике
  - Компьютерные технологии
  - Программное обеспечение
- Химия
- Лабораторная медицина
- Пищевая промышленность и биотехнология
- Биология
- Архитектура
- Градостроительство (ландшафтная архитектура)
- Медицина
  - Медицинские науки
- Биомедицина
- Материаловедение
- Экологические технологии
- Молекулярная биохимия
- Преподавания технологии и наук
- Преподавание информатики
- Преподавание электроники

### Учреждения на базе института
На базе Техниона основаны следующие институты и исследовательские центры в различных областях науки:
- Институт космических исследований — специализированный институт междисциплинарных научных исследований в области космоса. Основан в 1984 году[9].
- Grand Technion Energy Program[англ.] (сокр. GTEP) — междисциплинарный центр передового опыта в области энергетики. Проводит исследования и разработку альтернативных и возобновляемых источников энергии, способов хранения и преобразования энергии и энергосбережения. GTEP в настоящее время является единственным в Израиле центром аккредитации в области энергетики. Основан в 2007 году[10].
- Russell Berrie Nanotechnology Institute[англ.] (сокр. RBNI) — один из крупнейших академических проектов в Израиле, также является одним из крупнейших нанотехнологических центров в Европе и США. RBNI насчитывает более 110 членов профессорско-преподавательского состава, около 300 аспирантов и пост-докторов. Междисциплинарная деятельность охватывает 14 различных факультетов. Основан в 2005 году[11].

## История[8]

### Основание и открытие

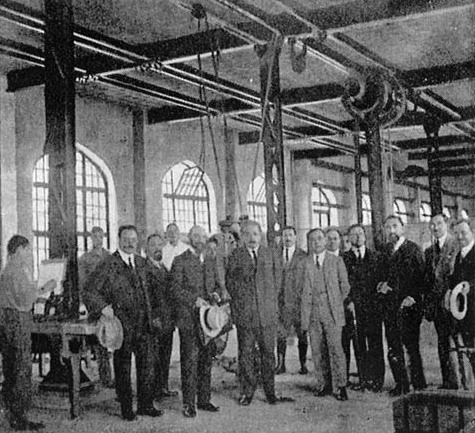
Посещение Техниона Альбертом Эйнштейном 11 февраля 1923 года

Краеугольный камень в основание первого здания Техниона был торжественно заложен 12 апреля 1912 года в хайфском районе Адар — на горе Кармель. Автором архитектурного проекта стал А. Бервальд. Хотя основное здание к 1913 году было почти построено, начало Первой мировой войны помешало завершению строительства: в 1917 году немецкая армия приспособила недострой под скотобойню, затем в нём разместился турецкий военный госпиталь, в этом же качестве использовали здание и британцы (начиная с 1918 года). В феврале 1923 года новый институт посетил прибывший в Израиль А. Эйнштейн: в северном парке (рядом со старым местоположением института) он посадил две пальмы, которые растут там и поныне. Официальное открытие института состоялось 6 февраля 1925 года. В составе Техниона тогда было только два факультета —гражданского строительства (ныне факультет гражданской и экологической инженерии) и архитектуры (ныне факультет архитектуры и градостроительства); первый набор состоял из шестнадцати студентов, а преподавательский состав — из шести человек. Официальным языком обучения стал иврит, хотя на заре существования института всерьёз рассматривалась возможность использования немецкого языка, так как основатели и большинство преподавателей Техниона были выходцы из Центральной Европы. Своё современное название — Технион — институт получил по инициативе поэта Хаима Бялика.

### 1930-е годы
Прибывают студенты и преподаватели из Польши, Германии и Австрии, спасающиеся от нацизма, набирающего силу в Европе.
Этот период отличается тяжёлыми финансовыми проблемами для Техниона: чтобы обеспечить непрерывную работу учебного заведения его работники даже решают отказаться от заработной платы.
В 1934 году основывается технологический факультет, из которого впоследствии выделится множество самостоятельных факультетов и направлений.
В конце 1930-х годов в стране возрастает спрос на инженеров, к этому времени количество студентов в Технионе уже более четырёхсот. Начинается обучение на факультете промышленного строительства, основывается одиннадцать новых лабораторий и школа судоходства.

### 1940-е годы
В годы, предшествующие объявлению независимости Израиля, Технион служит центром еврейской подпольной деятельности и источником технических решений в сфере военной техники и оружия, которые впоследствии помогут в борьбе за независимость. На момент провозглашения независимости Израиля на различных факультетах Техниона проходили обучение 680 студентов.
Развивающаяся страна ставила новые требования к технологическому институту. Чтобы им соответствовать,Технион открывает новые факультеты, в частности, авиационный (ныне факультет аэронавтики и космоса), который становится основой авиационной промышленности и ВВС Израиля.
В 1948 году открываются факультеты электротехники и машиностроения.
От электрических, телефонных сетей и до конкретных запросов промышленности с целью быстрого решения проблем проживания для новых репатриантов — во всех сферах Технион является главной движущей силой в развитии экономики страны.

### 1950-е годы
1950-е годы были периодом расширения и развития Техниона. В 1950 году департамент математики возглавил известный британский учёный в области механики Сидней Гольдштейн. В 1951 году количество студентов достигло 966. Старый кампус в центре Хайфы уже не мог вместить такое количество обучающихся и сотрудников, вследствие чего премьер-министр Израиля Давид Бен-Гурион выбрал для него новое расположение на горе Кармель (с увеличенной до 1325 га площадью), переезд на новое место начался в 1953 году.
Открывается множество новых направлений обучения:
- 1953 год — сельскохозяйственный факультет,
- 1954 год — факультет химических технологий,
- 1958 год — факультет химии, факультет гуманитарных наук и искусств, факультет промышленности и управления бизнесом.

В это десятилетие Технион значительно расширился, к концу 1950-х годов в его состав вошли институт исследований[уточнить] и школа бакалавриата[уточнить].

### 1960-е годы

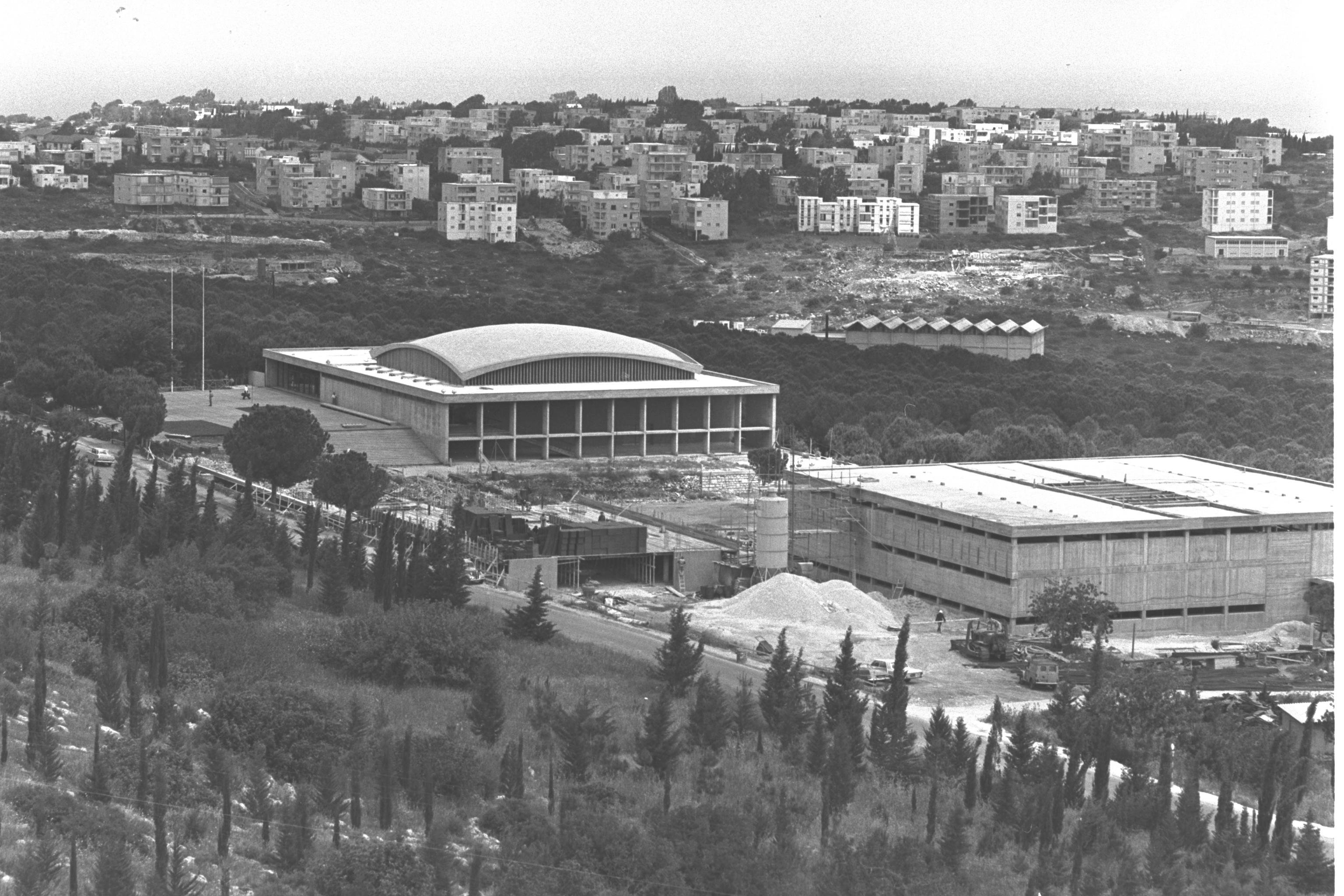
Зрительный зал им. Черчилля (в центре) и Центральная библиотека Техниона (справа) в 1964 году

Технион открывает свои двери для сотен студентов из развивающихся стран Африки и Азии. Многие сотрудники вуза оказывают техническую помощь различным странам мира, часто под эгидой учреждений ООН. С ростом тенденции к междисциплинарным исследованиям Технион учреждает новые для него направления в обучении, в числе которых биомедицина, информатика, прикладная математика, физика твёрдого тела. Факультет медицины, основанный в 1969 году, является одним из немногих медицинских школ в мире, работающих в стенах технологического института.
В этом десятилетии открываются следующие факультеты:
- 1960 год — факультет математики и физики,
- 1962 год — факультет био- и пищевых технологий,
- 1965 год — факультет преподавания науки и техники,
- 1967 год — факультет материаловедения,
- 1969 год — факультеты медицины, биомедицины и компьютерных наук.

### 1970-е годы
Этот период характеризуется большими переменами: от травмы войны Судного дня до оптимизма, порождённого мирным соглашением с Египтом. Но и в годы потрясений Технион продолжал служить народу, являясь ведущим научным учреждением во всех важнейших технологических сферах: от разработок в области обороны и безопасности страны и до исследований в таких областях, как опреснение воды и ядерная энергетика. Создание в 1978 году Института Самуэля Нимана, нацеленного на передовые научные исследования, усилило координацию науки с промышленностью и правительством.
В 1971 году основан факультет биологии.

### 1980-е годы
На базе Техниона быстро развиваются израильские высокие технологии — от изобретения оптических волокон и до разработок в области оптоэлектроники выпускники Техниона стоят на переднем крае технологических инноваций. В этот период международная репутация Техниона укрепляется благодаря интенсивным исследованиям в таких областях, как ядерная энергетика, морская инженерия и промышленная робототехника.

### 1990-е годы
Массовая иммиграция из стран бывшего Советского Союза увеличила количество учащихся с девяти до десяти с половиной тысяч. В ответ на растущий спрос на квалифицированных инженеров и учёных Технион обязался увеличить количество обучающихся к 2004 году до пятнадцати тысяч. Создаются междисциплинарные центры передового опыта, усиливаются связи с промышленностью, развиваются новые академические программы. Начинается реализация грандиозного плана по расширению кампуса, включая строительство Центра науки и технологий им. Мэрилин и Генри Таубе, в котором располагается факультет компьютерных наук — крупнейший в своей области факультет в странах Запада.
В 1998 году студенты Техниона создали космический микроспутник Gurwin-II TechSat, запущенный 11 июля того же года ракетой Зенит-2 с космодрома Байконур. Таким образом, Технион стал одним из пяти учебных заведений в мире, студенты которого самостоятельно спроектировали и построили искусственный спутник.

### 2000-е годы
Израиль стремится укрепить свою экономическую независимость, понимая тесную связь между сильной экономикой и прочной образовательной базой своих граждан. И Технион отвечает на этот вызов, обеспечивая экономику выпускниками, способствующими её укреплению. К этому времени большая доля инженеров и учёных страны, прошедших обучение в израильских учебных заведениях, — выпускники Техниона, его выпускниками также являются более 70 % инженеров и руководителей компаний в области высоких технологий. Сектор высоких технологий растёт быстрыми темпами и возглавляет развивающуюся экспортную отрасль Израиля.
2004 год знаменуется присуждением Нобелевской премии по химии нынешним профессорам Техниона — Аарону Чехановеру и Аврааму Гершко (совместно с Ирвином Роузом).

### 2010-е годы
В 2011 году был удостоен Нобелевской премии по химии за открытие квазикристаллов Дан Шехтман — профессор факультета материаловедения Техниона.
19 декабря 2011 года Технион и Корнеллский университет выиграли конкурс на создание нового технологического института — Технион-Корнеллского института Якобса (англ. Jacobs Technion-Cornell Institute) в Нью-Йорке на острове Рузвельта (США). Строительство было намечено на 2014—2017 годы. Первая очередь была открыта 13 августа 2017 года.
В 2013 год Нобелевской премии по химии «за развитие моделей комплексных химических систем» был удостоен Арье Варшель (совместно с Майклом Левиттом и Мартином Карплусом).
В сентябре 2013 года Технион получил транш в размере 130 млн долл. на постройку нового технологического института при Шаньтоуском институте — англ. The Technion Guangdong Institute of Technology (TGIT), расположенном в провинции Гуандун, Китайская Народная Республика. Первые занятия в нём начались на факультетах градостроительства и компьютерных наук, а к 2020 году откроют свои двери факультеты механики и аэронавтики[уточнить]. Возглавит новый институт Аарон Чехановер[уточнить].

## Факультеты
Факультет аэрокосмической промышленности
Основанный в 1954 году, факультет аэрокосмической промышленности проводит исследования и обучение по широкому кругу аэрокосмических дисциплин. Центр аэрокосмических исследований состоит из лаборатории аэродинамики, лаборатории аэрокосмических конструкций, лаборатории сгорания и ракетной тяги, лаборатории турбореактивных и реактивных двигателей, лаборатории управления полётом и лаборатории проектирования.
Факультет архитектуры и градостроительства
Архитектурный факультет Техниона присуждает степень бакалавра после пяти лет обучения. В аспирантуру принимают около 15 студентов каждый год, а также 4-5 докторантов, уделяя особое внимание таким предметам, как архитектурная теория и философия, биоклиматический и энергосберегающий дизайн, морфология, компьютерные программы, отношения человек-окружающая среда, жилищное строительство, история архитектуры и городской дизайн.
Факультет биологии
Биологический факультет был создан в 1971 году. Передовые исследования проводятся в 23 исследовательских группах, сосредоточенных на различных аспектах клеточной, молекулярной биологии и биологии развития. Факультет активно сотрудничает с фармацевтической и биотехнологической промышленностью. На факультете обучается около 350 студентов и более 100 аспирантов.
Факультет биомедицинской промышленности
Факультет биомедицинской промышленности, основанный в 1968 году, имеет междисциплинарную сферу, в которой проводятся научно-исследовательские работы, объединяющие медицинскую и биологическую промышленности. Исследовательские проекты привели к разработке запатентованной медицинской помощи. Недавние научные открытия включают идентификацию структурированного неврологического кода для слогов и могут позволить параплегикам «говорить» виртуально через соединение мозга с компьютером.
Факультет биотехнологий и пищевой промышленности
Уникальный в Израиле факультет биотехнологий и пищевой промышленности, основанный в 1953 году, предлагает сочетание курсов инженерных и естественных наук, а также совместных программ с биологическими и химическими факультетами. На факультете расположены биотехнологические лаборатории, а также большой опытный завод по переработке пищевых продуктов и упаковочная лаборатория. В настоящее время в нём обучаются 350 студентов и более 120 аспирантов.
Факультет гражданского машиностроения и инженерной экологии
В 2002 году два из первоначальных факультетов Техниона — гражданское и сельскохозяйственное машиностроение — были объединены для создания факультета гражданского машиностроения и инженерной экологии. Его государственная концепция заключается в том, чтобы «поддерживать и укреплять лидирующую позицию факультета инженерно-гражданского машиностроения и экологии среди ведущих кафедр мира … и позиционировать факультет как национальный центр исследований, и разработок, и людских ресурсов для устойчивого развития». Факультет является домом расширяющейся Международной инженерной школы Техниона.
Инженерно-химический факультет
Факультет химической промышленности им. Вольфсона является старейшим и крупнейшим в Израиле факультетом, в котором обучается подавляющее большинство инженеров-химиков в химической промышленности Израиля. Исследовательская деятельность включает материалы, текучие среды, обработку, транспортировку и поверхностные явления и управление процессом.
Факультет химии
Химический факультет им. Шулиха предлагает множество совместных программ, в том числе по материаловедению, химической промышленности, физики и пищевой промышленности. Он также предлагает совместную степень с биологическим факультетом, ведущую в области молекулярной биохимии. Около 100 исследовательских проектов на факультете финансируются промышленными национальными и международными фондами. Он также предлагает различные информационные и молодёжные программы.
Факультет компьютерных наук
Основанный в 1969 году, это один из крупнейших факультетов Техниона с более чем тысячей студентов и двумястами аспирантов. Факультет компьютерных наук занял 15-е место среди 500 университетов в области компьютерных наук в 2011 году и 18-е из 500 с 2012 года. Факультет расположен в Центре науки и техники семьи Тауб, при поддержке филантропа Генри Тауба.
Факультет образования в области технологий и науки
Основанный в 1965 году, Департамент образования в области технологий и науки стал факультетом в 2015 году. Факультет готовит магистров по самым передовым методам преподавания науки и техники в школах. Факультет является домом для научно-исследовательского центра в этой области. В нём обучается более 100 аспирантов и 350 студентов, в том числе инженеры и ученые второй профессии, которые решают учиться в STEM-образовании.
Факультет электротехники
Электротехнический факультет утверждает, что является основным источником инженеров, которые ведут разработку передовых израильских технологий в области электроники, компьютеров и связи. Около 2000 студентов бакалавриата обучаются на кафедре для получения степени бакалавра в области электротехники / вычислительной техники / компьютерной и программной инженерии, а 400 аспирантов обучаются на степень магистра и доктора наук. Департамент имеет широкие связи с промышленностью, а также программы поддержки академических и промышленных специальных связей.
Факультет гуманитарных наук и искусства
Факультет гуманитарных наук и искусства обслуживает всё сообщество Техниона, предлагая курсы, которые преподают известные приглашенные и вспомогательные ученые, включая философию науки, социальные и политические науки, лингвистику, психологию, юриспруденцию и антропологию, а также целый ряд курсов теоретического и исполнительского искусства.
Факультет промышленной инженерии и менеджмента
Факультет промышленной инженерии и менеджмента им. Уильяма Дэвидсона (IE & M) является старейшим в Израиле. IE & M был основан как академический факультет Техниона в 1958 году. Департамент вырос под руководством Пинхаса Наора, который был его основателем и деканом. Видение Наора заключалось в том, чтобы объединить промышленный инжиниринг с менеджментом, создав крупную многопрофильную структуру, охватывающую широкий спектр видов деятельности, таких как прикладная инженерия, математическое моделирование, экономика, поведенческие науки, исследование операций и статистика.
Факультет материаловедения и инженерии
Дом нобелевского лауреата по химии, выдающегося профессора Дана Шехтмана, факультет материаловедения является крупнейшим учебным центром Израиля в области материаловедения. На факультете расположены Центр электронной микроскопии, лаборатория рентгеновской дифракции, лаборатория атомно-силовой микроскопии и лаборатория физико-механических измерений.
Факультет математики
Факультет математики преподаёт как фундаментальную, так и прикладную математику, и был домом для математика Пала Эрдёша. Основанный в 1950 году, он насчитывает около 46 преподавателей, 200 студентов и 100 аспирантов. Он обеспечивает обучение студентов на всех других факультетах Техниона и организует математический конкурс для одарённых старшеклассников и летний лагерь по теории чисел.
Факультет машиностроения
Основанный в 1948 году, машиностроительный факультет Техниона насчитывает более 830 студентов и 215 аспирантов. Исследования проводятся в 36 лабораториях факультета по всему спектру машиностроения, от наноразмерных областей до прикладной инженерии национальных проектов.
Медицинский факультет
Медицинский факультет Рут и Брюса Раппопорт является домом для двух нобелевских лауреатов: Аврама Гершко и Аарона Чехановера. Это одна из четырёх государственных медицинских школ в Израиле. Он был основан в 1979 году, благодаря филантропу Брюсу Раппопорту, и занимается фундаментальными научными исследованиями и доклинической медицинской подготовкой в таких областях, как анатомия, биохимия, биофизика, иммунология, микробиология, физиология и фармакология. Другие объекты на кампусе медицинского факультета включают учебные лаборатории, медицинскую библиотеку, лекционные залы и помещения для семинаров. Академические программы ведут к получению степени магистра наук (M.S.), доктора философских наук (PhD) и доктора медицинских наук (M.D.). Он также предлагает медицинскую подготовку, ведущую к получению степени магистра, для квалифицированных американских и канадских выпускников программ довузовской подготовки по программе Американской медицинской школы Техниона (TeAMS). Школа разработала совместные программы исследований и медицинского образования с различными медицинскими и биомедицинскими институтами, включая Гарвардский университет, Нью-Йоркский университет, Университет Джонса Хопкинса, Университет Торонто, Университет Калифорнии, Медицинские школы в Санта-Крус и Майо.
Факультет физики
Физический факультет занимается экспериментальными и теоретическими исследованиями в области астрофизики, физики высоких энергий, физики твердого тела и биофизики. Основанный в 1960 году, он включает в себя Физический институт им. Эйнштейна, Физический комплекс Лидоу и Физический корпус Верксман.

## Многопрофильные центры

### Центр нанотехнологий и науки
Институт нанотехнологий им. Рассела Берри был создан в январе 2005 года как совместное предприятие Фонда Рассела Берри, правительства Израиля и Техниона. Это одна из крупнейших академических программ в Израиле и один из крупнейших центров нанотехнологий в Европе и США. Под эгидой Техниона работает более 110 преподавателей и около 300 аспирантов и докторантов. Его междисциплинарная деятельность охватывает 14 различных факультетов.

### Центр энергетических исследований
GTEP Nancy и Stephen Grand Technion Energy Program — это многопрофильный центр передового опыта, объединяющий ведущих исследователей Техниона в области энергетики и техники из более чем девяти различных факультетов. Основанная в 2007 году, 4-балльная стратегия GTEP направлена на исследования и разработку альтернативных видов топлива; возобновляемые источники энергии; накопление и преобразование энергии; энергосбережение. В настоящее время GTEP является единственным центром в Израиле, предлагающим аспирантуру в области энергетики и технологий.

### Центр космических исследований
Институт космических исследований им. Нормана и Хелен Ашер (ASRI) — это специализированный институт, занимающийся междисциплинарными научными исследованиями. Основан в 1984 году. Сотрудники Центра представляют пять факультетов Техниона, технические специалисты из Техниона работают в различных областях, связанных с космосом: физика, аэрокосмическая промышленность, машиностроение, электротехника, автономные системы и компьютерные науки.

## Премии

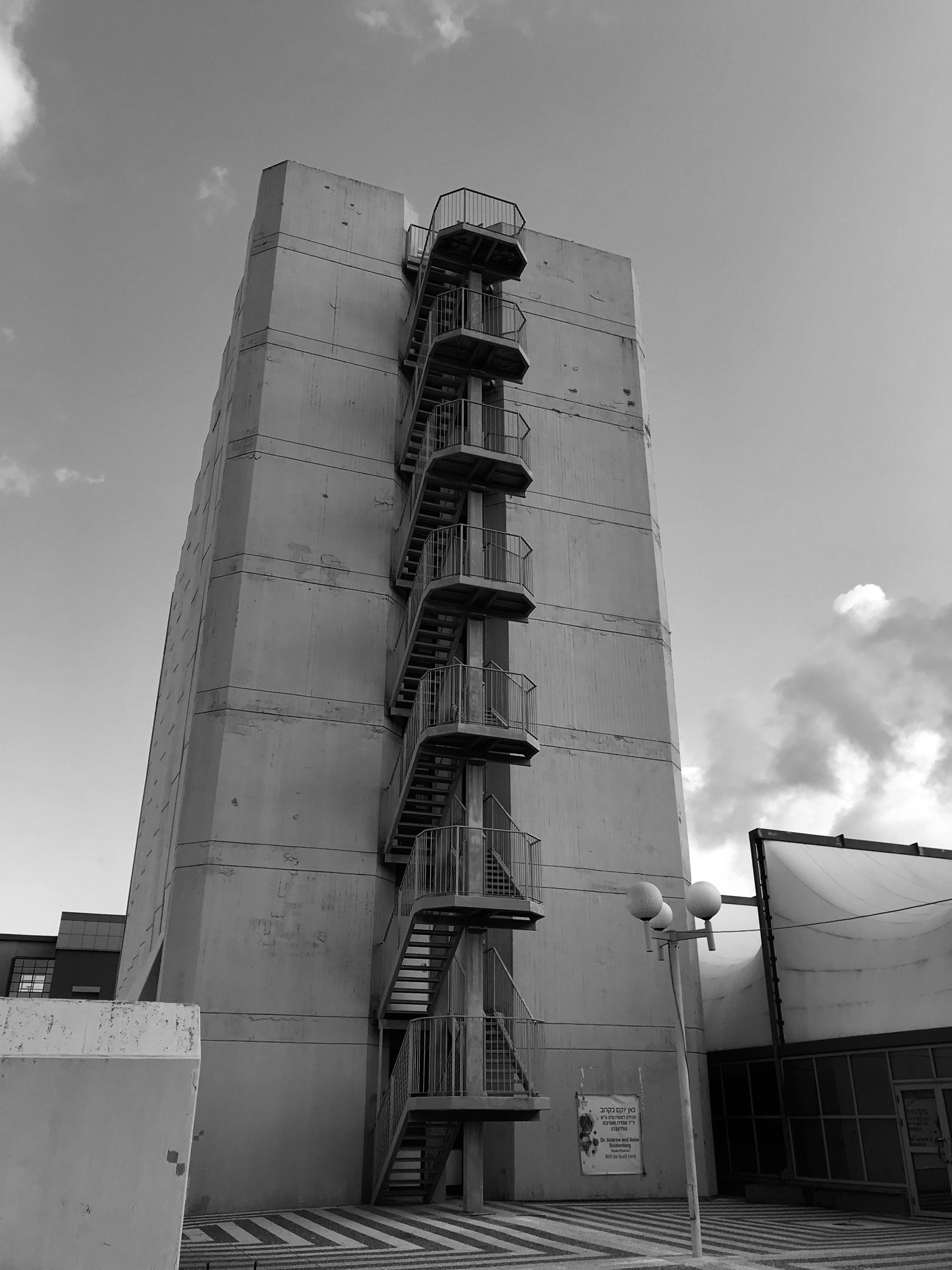
Здание факультета математики

### Премия Харви
Премия Харви — международная премия в области технических наук, ежегодно присуждаемая Технионом учёным за выдающиеся достижения в области медицины, естественных и гуманитарных наук. Одним из условий получения премии Харви является приезд лауреата в качестве гостя Техниона в Израиль и месячное турне по научно-исследовательским институтам и университетам страны с чтением лекций о своих научных достижениях.

### Премия Яная
Премия Яная присуждается за уникальный вклад в развитие образования в Технионе. Премия вручается профессорско-преподавательскому составу Техниона в знак признательности к его усилиям в обучении студентов и укреплении их чувства принадлежности к учебному заведению, а также вовлечённости в учебный процесс. Цель премии выражает стремление Техниона к совершенству в области образования как в самом Технионе, так и вне его стен.

## Интересные факты
- В подвале первого здания института, где сейчас располагается Израильский национальный музей науки, технологий и космоса («МадаТек»), были оборудованы две тайные комнаты для хранения оружия и тренировок по его использованию[1].
- В этом же музее в своём первозданном — 1924 года — виде действует учебный класс, где по сей день проводятся лекции и презентации[1].